# Tomlishorn
Tomlishorn är en bergstopp i Schweiz.   Den ligger i kantonen Obwalden, i den centrala delen av landet, 60 km öster om huvudstaden Bern. Toppen på Tomlishorn är 2 129 meter över havet, eller 670 meter över den omgivande terrängen. Bredden vid basen är 21,1 km. Tomlishorn ingår i Pilatus.
Terrängen runt Tomlishorn är kuperad norrut, men söderut är den bergig. Runt Tomlishorn är det ganska tätbefolkat, med 93 invånare per kvadratkilometer.. Närmaste större samhälle är Luzern, 9,8 km nordost om Tomlishorn. 
I omgivningarna runt Tomlishorn växer i huvudsak blandskog.